# Vol Aeroflot 1691
Le vol Aeroflot 1691 s’écrasa après une fausse alerte incendie près de l'aéroport de Vnoukovo.

## Déroulement de l'accident
Le vol 1691 devait quitter Odessa à 08h15 heure locale, mais fut retardé en raison de conditions météorologiques défavorables à la fois à Odessa et à Vnukovo. L’avion décolla finalement à 19h32 heure locale. Cinq secondes après le décollage, l'alarme incendie du moteur gauche retentit dans le cockpit. 
L'avion continua sa montée, et a mené une série de virages pour retourner vers Vnukovo. Les volets furent ensuite inclinés à 20 degrés. Il entra ensuite dans une trajectoire descendante à 360 m et 50 m à gauche de l'axe de la piste. 
L'avion est descendu rapidement et 2,5 secondes avant le premier impact, l'équipage déplaça les manettes de poussée en position décollage (plein gaz) et les laissa dans cette position, mais cela n'eut aucune incidence pour sauver l'avion. Le premier contact fut entre le train d'atterrissage principal gauche avec quelques câbles sur une route près de Vnukovo. 
L'avion entra en collision avec le sol à 1 548 m mètres du seuil de la piste. Le moteur gauche fut arraché de l'avion. Un incendie éclata. 57 passagers et une hôtesse de l'air furent tués dans l’accident.

## Enquête
La commission d’enquêtes conclut que l'avion était surchargé. D'autres facteurs, dont l'absence de communication entre les membres d'équipage et la fausse alarme d'incendie furent des éléments aggravants.